# Литвинович, Георгий Михайлович
Георгий Михайлович Литвинович (30 января 1910, Москва — 29 июля 2010, там же) — советский хозяйственный, государственный и политический деятель.

## Биография
Родился в 1910 году в Москве. Член КПСС.
С 1927 года — на хозяйственной, общественной и политической работе. В 1927—1980 гг. — чернорабочий, чертёжник-конструктор завода № 22, завода № 39, конструктор ОКБ, руководитель группы, начальник конструкторского бюро, начальник КБ-3 Ильюшина по проектированию систем управления двигателями и топливных систем.
За работу в области самолётостроения был в составе коллектива удостоен Сталинской премии в области машиностроения 2-й степени 1952 года.
Внучка — Марина Алексеевна Литвинович — общественный деятель.
Умер в Москве в 2010 году после столетнего юбилея.